# Odontophrynus lavillai
Espèce
Statut de conservation UICN

 LC  : Préoccupation mineure
Odontophrynus lavillai est une espèce d'amphibiens de la famille des Odontophrynidae.

## Répartition
Cette espèce se rencontre entre 150 et 2 100 m d'altitude  :
- en Argentine dans les provinces de Santiago del Estero, de Salta, de Chaco, de Jujuy, de Córdoba, de Formosa et de Santa Fe ;
- dans l'ouest du Paraguay ;
- en Bolivie dans le département de Santa Cruz ;
- au Brésil dans le sud du Mato Grosso do Sul.

## Étymologie
Cette espèce est nommée en l'honneur d'Esteban Orlando Lavilla.

## Publication originale
- Cei, 1985 : Un nuevo y peculiar Odontophrynus de la Sierra de Guasayán, Santiago del Estero, Argentina. (Anura: Leptodactylidae). Cuadernos de Herpetología, vol. 1, no 5, p. 1-13 (texte intégral).